# Spheneria kegelii
Spheneria kegelii là một loài thực vật có hoa trong họ Hòa thảo. Loài này được (C.Muell.) Pilg. miêu tả khoa học đầu tiên năm 1929.